# Gerardo Bamonte
Gerardo Bamonte (Roma, 18 dicembre 1939 – Roma, 23 aprile 2008) è stato uno storico e scrittore italiano.

## Biografia
Etnologo, antropologo, storico delle religioni e studioso originale dei culti dei popoli primitivi. Ricercatore del CNR dal 1976, fu in seguito ricercatore universitario confermato nel 1984. Nel 1991 è ordinario di Religioni dei Popoli Primitivi (oggi Unità Didattica del Raggruppamento Disciplinare di Storia delle Religioni, nel Corso di Laurea in Scienze Storico Religiose) presso l'Università degli Studi di Roma "La Sapienza".  Presidente della sezione generale di etnologia del XLII Congrès International des Amèricanistes nel 1976 a Parigi e Vice Presidente del XXV Convegno Internazionale di Americanistica, nel 2002, Perugia, Italia e San Paolo in Brasile. Partecipò all'ONU di Ginevra, in qualità di delegato della Lega Internazionale per i Diritti e la Liberazione dei Popoli, (ONG con status consultivo presso l'ECOSOC), e, dal 1981, partecipante ai lavori del "Working Group on Indigenous Populations" della Sottocommissione dei Diritti Umani, dove ha presentato vari interventi.

## Attività scientifica
Oltre ad una prolifica attività di insegnamento presso le Università di Buenos Aires nel 1984; La Paz nel 1997; San Paolo nel 1998; Xalapa nel 2003, per conto dell'Editore Bulzoni di Roma, fu direttore dal 1998 della Collana "Laboratorio di Ricerca sul Campo", nella quale ha pubblicato 9 volumi. I proventi della vendita di questi libri sono devoluti in favore della causa indigena. Dal 1962 ad oggi ha compiuto una cinquantina di viaggi di ricerca sul campo ed esplorazione, in America Latina, Africa e Asia (Penisola Arabica, India, Cina, Sudest asiatico continentale e Indonesia), raccogliendo una ingente quantità di materiale bibliografico, oggetti indigeni che formano la Collezione etnografica Bamonte del Museo nazionale preistorico etnografico Luigi Pigorini di Roma, comprendente l'Archivio Fotografico Bamonte, composto da circa 42.000 diapositive e 3.000 negativi in bianco e nero e colore. Profondamente in contatto con varie etnie indigene e ha realizzato una ventina di ricerche scientifiche di carattere etnologico, etnologico-religioso e etno-archeologico.
Si è avvalso di finanziamenti del Ministero della pubblica istruzione, del Ministero dell'università e della ricerca scientifica e tecnologica, del Ministero degli affari esteri e del Consiglio Nazionale delle Ricerche, oltre che dell'Ateneo e della Facoltà. Ha ricevuto cofinanziamenti, per la ricerca dal CONACIT argentino e dal CNPq brasiliano. Ha pubblicato vari libri per l'infanzia, romanzi e testi di letteratura scolastica, tradotti in varie lingue europee, vincendo vari premi nazionali.
Muore a Roma, il 23 aprile 2008.

## Opere
Tra i suoi lavori più significativi:
- Il problema dei marginali tra gli Indios dell'Amazzonia, 1968
- America indigena oggi: riconquista di un'identità, 1989
- I diritti negati degli Indios, 1989
- Dall'arrivo dei conquistadores ai nuovo diritti sanciti dall'ONU: come gli indigeni brasiliani sono sopravvissuti a cinque secoli di massacro, 1989
- Popoli senza autodeterminazione. La nuova convenzione dell'ILO per i popoli indigeni, 1989